# Lema (Carballo)
Lema (llamada oficialmente San Cristovo de Lema) es una parroquia española del municipio de Carballo, en la provincia de La Coruña, Galicia.

## Otra denominación
La parroquia también se denomina San Cristobo de Lema o San Cristóbal de Lema.

## Geografía
Lema se integra dentro del espacio natural de Razo-Baldaio. La parroquia acoge la mayor parte de la zona de las marismas que integran este complejo junto a las dunas. Se conforma así un ecosistema único, en el que se concentra abundante y diversa vegetación que sirve de refugio a diferentes especies de aves, peces y crustáceos.

## Entidades de población
Entidades de población que forman parte de la parroquia:
- Agramayor[8] (Agramaior)
- Cambre
- Castrillón
- Centeás
- Chamusqueira
- La Iglesia (O Igrexario)
- Outeiro (O Outeiro)
- Pardiñas
- Pedra do Sal (A Pedra do Sal)
- Regueira de Abajo[9] (Regueira de Abaixo)
- Regueira de Arriba
- Seijo[10] (O Seixo)
- Vilares (Os Vilares)

## Despoblados
- As Areas
- O Xuncal

## Demografía
| Gráfica de evolución demográfica de Lema entre 2000 y 2018 |
|                                                            |
| Datos según el nomenclátor publicado por el INE.           |